# Szécsényi-Nagy Gábor
Szécsényi-Nagy Gábor (Szentes, 1948. május 2. – Budapest, 2012. július 7.) csillagász.

## Életpályája
Szülei Szécsényi-Nagy László Nándor és Soós Éva Ilona voltak. 1966–1971 között az ELTE Természettudományi Kar (ELTE TTK) hallgatója volt. 1971-től az ELTE TTK Csillagászati Tanszék gyakornoka, tanársegéde, majd adjunktusa, 1982-től a Nemzetközi Csillagászati Unió tagja, 1990-től az Európai Csillagászati Társaság alapító tagja volt.

### Kutatási területei
- az üstökösök fizikai és kémiai vizsgálata
- a vörös törpecsillagok fleraktivitása és galaktikus eloszlásuk
- a flercsillagok fiatal halmazokban és a Nap környezetében

## Magánélete
1974-ben házasságot kötött Gál Ilonával. Két fiuk született: Kristóf (1980) és Loránd (1984).

## Művei
- Csillagászati feladatgyűjtemény (társszerző, 1974)
- Túl a Tejútrendszer határain - extragalaktikus csillagászat (1976)
- Tájékozódás a csillagos égen (1979)
- Bevezetés a csillagászatba (társszerző, 1979)
- Jenseits der Milchstrasse (1979)
- Briefe Franz Xaver von Zachs in sein Vaterland (társszerkesztő, 1984)
- Star Clusters and Associations (társszerkesztő, 1985)
- A Naprendszer parányai. Az üstökösök kutatásáról (1986)
- Csillagászat (monográfia, társszerző, 1988)
- M 45 - azaz a Fiastyúk (1989)
- Education et développement de l'astronomie (társszerző, 2002)

## Emlékezete
Nevét viseli az 550083 Szécsényi-Nagy kisbolygó.